# Lordiphosa clarofinis
Lordiphosa clarofinis är en tvåvingeart som först beskrevs av Lee 1959.  Lordiphosa clarofinis ingår i släktet Lordiphosa och familjen daggflugor. Inga underarter finns listade i Catalogue of Life.